# Ronde van Frankrijk 2009/Derde etappe

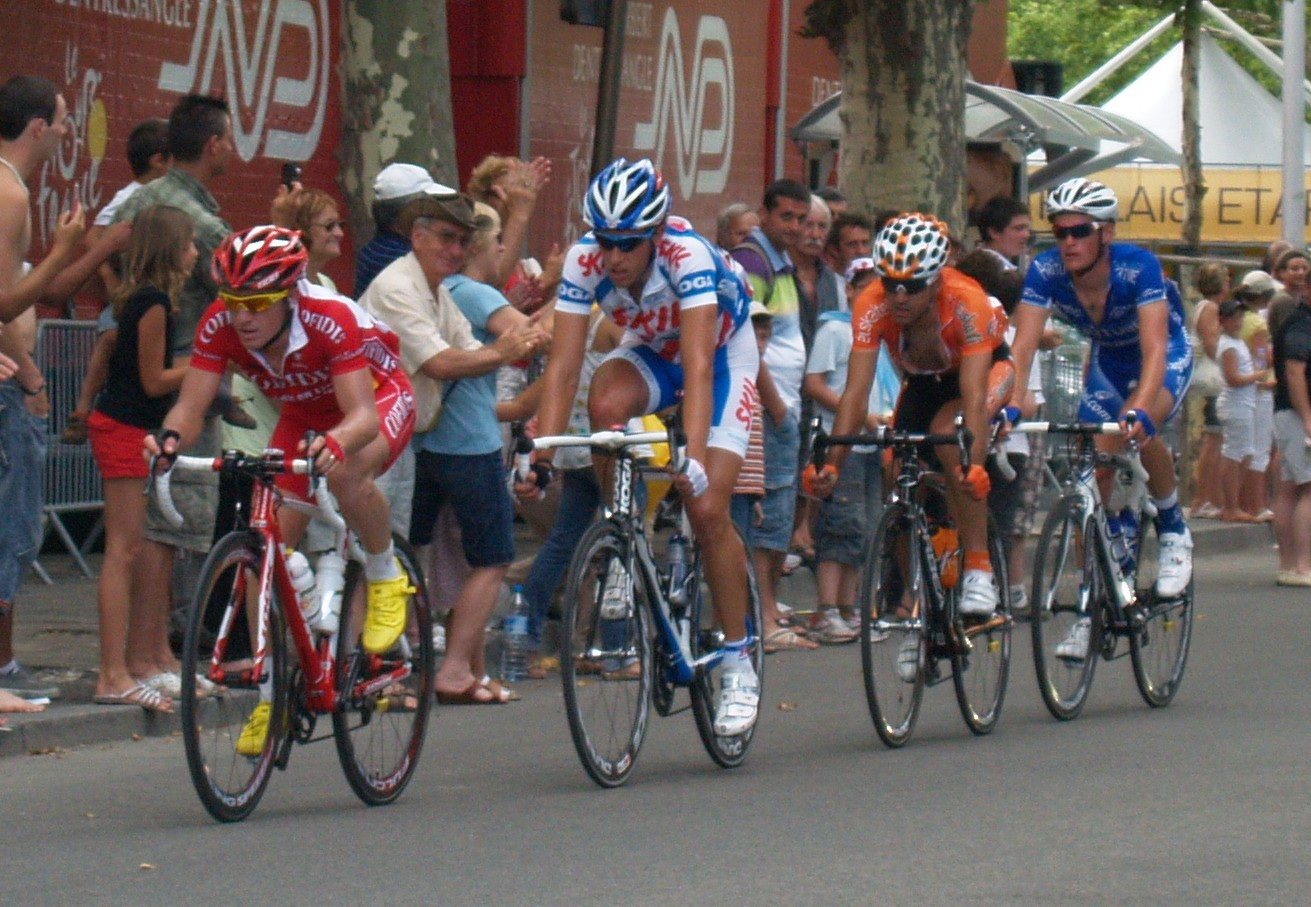
De kopgroep, bestaande uit Dumoulin, De Kort, Pérez Moreno en Bouet

De derde etappe van de Ronde van Frankrijk 2009 werd verreden op maandag 6 juli 2009 over een afstand van 196,5 kilometer.
Vanuit de oude haven in Marseille vertrok de karavaan voor de derde etappe naar La Grande-Motte. Onderweg werden twee bergen van de vierde categorie beklommen. De rit werd gewonnen door Mark Cavendish. Fabian Cancellara behield de gele trui.

## Verloop
Om 13:00 is het complete peloton, op de Belg Jurgen Van De Walle na, gestart aan de derde etappe van de tour. Direct vanuit de start demarreerde het Franse duo Maxime Bouet en Samuel Dumoulin. De Nederlander Koen de Kort en de Spanjaard Rubén Pérez konden even later meekomen. Het peloton liet ze gaan waardoor de voorsprong al snel opliep naar boven de tien minuten. De grootste bedreiging voor het geel van Fabian Cancellara is Maxime Bouet, met 1.39 minuut achterstand. Onder leiding van geletruidrager Cancellara kwam het peloton in gang en vlogen de minuten er af. Vervolgens viel het echter weer stil, omdat Team Saxo Bank niet langer alleen het kopwerk wilde doen. Na overleg met Team Columbia ging het tempo er toch weer in en was de achterstand op 100 kilometer van de finish 10'07".
De vier koplopers werden vervolgens ingerekend en het peloton leek op een nieuwe massasprint af te gaan. Rond 30 kilometer voor de finish kwam er een breuk in het peloton, er was nu een kopgroep van 27 renners en daarachter het peloton. In deze kopgroep zaten onder andere de geletruidrager Fabian Cancellara, de Duitser Tony Martin en de Amerikaan Lance Armstrong. Deze kopgroep wist tot aan de finish de voorsprong te behouden en zo werd het een sprint tussen voornamelijk Mark Cavendish en Thor Hushovd. Mark Cavendish wist dit te winnen. Het peloton, met onder andere Alberto Contador, Carlos Sastre, Denis Mensjov en Cadel Evans kwam op ca. 40 seconden achterstand over de streep.
Door deze breuk in het peloton wist de Duitser Tony Martin in het klassement van de 8ste naar de 2de plek te klimmen. Lance Armstrong schoof van de 10de plek op naar de 3de plek.

### Bergsprints
| Beklimming Côte de Calissanne na 56,0 km | Beklimming Côte de Calissanne na 56,0 km | Beklimming Côte de Calissanne na 56,0 km | 4e cat. 1,3 km à 5,5 % | 4e cat. 1,3 km à 5,5 % |
| Plaats                                   | Naam                                     | Naam                                     | Punten                 |                        |
| Winnaar                                  | Koen de Kort                             | Koen de Kort                             | 3                      |                        |
| 2                                        | Maxime Bouet                             | Maxime Bouet                             | 2                      |                        |
| 3                                        | Samuel Dumoulin                          | Samuel Dumoulin                          | 1                      |                        |

| Beklimming Col de la Vayède na 102,0 km | Beklimming Col de la Vayède na 102,0 km | Beklimming Col de la Vayède na 102,0 km | 4e cat. 0,7 km à 7,4 % | 4e cat. 0,7 km à 7,4 % |
| Plaats                                  | Naam                                    | Naam                                    | Punten                 |                        |
| Winnaar                                 | Koen de Kort                            | Koen de Kort                            | 3                      |                        |
| 2                                       | Maxime Bouet                            | Maxime Bouet                            | 2                      |                        |
| 3                                       | Samuel Dumoulin                         | Samuel Dumoulin                         | 1                      |                        |

### Tussensprints
| Tussensprint La Fare-les-Oliviers na 48,5 km |                 |        |
| Plaats                                       | Naam            | Punten |
| Winnaar                                      | Maxime Bouet    | 6      |
| 2                                            | Samuel Dumoulin | 4      |
| 3                                            | Koen de Kort    | 2      |

| Tussensprint Mouriès na 90,5 km |                 |        |
| Plaats                          | Naam            | Punten |
| Winnaar                         | Samuel Dumoulin | 6      |
| 2                               | Maxime Bouet    | 4      |
| 3                               | Rubén Pérez     | 2      |

| Tussensprint Arles na 118,5 km |                 |        |
| Plaats                         | Naam            | Punten |
| Winnaar                        | Rubén Pérez     | 6      |
| 2                              | Maxime Bouet    | 4      |
| 3                              | Samuel Dumoulin | 2      |

## Uitslag
| Rang | Renner            | Land                | Ploeg          | Tijd      |
| ---- | ----------------- | ------------------- | -------------- | --------- |
| 1    | Mark Cavendish    | Verenigd Koninkrijk | Team Columbia  | 5h 01'24" |
| 2    | Thor Hushovd      | Noorwegen           | Cervélo        | z.t.      |
| 3    | Cyril Lemoine     | Frankrijk           | Skil-Shimano   | z.t.      |
| 4    | Samuel Dumoulin   | Frankrijk           | Cofidis        | z.t.      |
| 5    | Jérôme Pineau     | Frankrijk           | Quick-Step     | z.t.      |
| 6    | Fabian Cancellara | Zwitserland         | Team Saxo Bank | z.t.      |
| 7    | Fabian Wegmann    | Duitsland           | Team Milram    | z.t.      |
| 8    | Fumiyuki Beppu    | Japan               | Skil-Shimano   | z.t.      |
| 9    | Maxime Bouet      | Frankrijk           | Agritubel      | z.t.      |
| 10   | Linus Gerdemann   | Duitsland           | Team Milram    | z.t.      |

## Strijdlustigste renner
| Renner          | Land      | Ploeg   |
| --------------- | --------- | ------- |
| Samuel Dumoulin | Frankrijk | Cofidis |

## Algemeen klassement
| Rang | Renner            | Land                | Ploeg                  | Tijd      |
| ---- | ----------------- | ------------------- | ---------------------- | --------- |
|      | Fabian Cancellara | Zwitserland         | Team Saxo Bank         | 9h 50'58" |
| 2    | Tony Martin       | Duitsland           | Team Columbia          | op 33"    |
| 3    | Lance Armstrong   | Verenigde Staten    | Astana                 | op 40"    |
| 4    | Alberto Contador  | Spanje              | Astana                 | op 59"    |
| 5    | Bradley Wiggins   | Verenigd Koninkrijk | Team Garmin-Slipstream | op 1'00"  |
| 6    | Andreas Klöden    | Duitsland           | Astana                 | op 1'03"  |
| 7    | Linus Gerdemann   | Duitsland           | Team Milram            | op 1'03"  |
| 8    | Cadel Evans       | Australië           | Silence-Lotto          | op 1'04"  |
| 9    | Maxime Monfort    | België              | Team Columbia          | op 1'10"  |
| 10   | Levi Leipheimer   | Verenigde Staten    | Astana                 | op 1'11"  |

## Nevenklassementen

### Puntenklassement
| Rang | Renner          | Land                | Ploeg         | Punten |
| ---- | --------------- | ------------------- | ------------- | ------ |
|      | Mark Cavendish  | Verenigd Koninkrijk | Team Columbia | 70     |
| 2    | Thor Hushovd    | Noorwegen           | Cervélo       | 54     |
| 3    | Samuel Dumoulin | Frankrijk           | Cofidis       | 36     |

### Bergklassement
| Rang | Renner          | Land      | Ploeg              | Punten |
| ---- | --------------- | --------- | ------------------ | ------ |
|      | Jussi Veikkanen | Finland   | Française des Jeux | 9      |
| 2    | Tony Martin     | Duitsland | Team Columbia      | 6      |
| 3    | Koen de Kort    | Nederland | Skil-Shimano       | 6      |

### Jongerenklassement
| Rang | Renner          | Land      | Ploeg         | Tijd      |
| ---- | --------------- | --------- | ------------- | --------- |
|      | Tony Martin     | Duitsland | Team Columbia | 9h 51'31" |
| 2    | Roman Kreuziger | Tsjechië  | Liquigas      | op 40"    |
| 3    | Vincenzo Nibali | Italië    | Liquigas      | op 45"    |

### Ploegenklassement
| Rang | Land             | Ploeg          | Tijd       |
| ---- | ---------------- | -------------- | ---------- |
|      | Kazachstan       | Astana         | 29h 34'04" |
| 2    | Verenigde Staten | Team Columbia  | op 1'40"   |
| 3    | Denemarken       | Team Saxo Bank | op 1'53"   |

1e etappe ·
2e etappe ·
3e etappe ·
4e etappe ·
5e etappe ·
6e etappe ·
7e etappe ·
8e etappe ·
9e etappe ·
10e etappe ·
11e etappe ·
12e etappe ·
13e etappe ·
14e etappe ·
15e etappe ·
16e etappe ·
17e etappe ·
18e etappe ·
19e etappe ·
20e etappe ·
21e etappe
Startlijst · Eindstanden · Afbeeldingen